# طالب حسين
طالب حسين، لاعب كرة قدم كويتي سابق. لعب مع نادي الصليبيخات، وكان هداف الدوري الكويتي في موسم 1983/1984، وهداف للعرب في نفس الموسم، وهو ثاني لاعب كويتي يحصل على هذا اللقب بعد جاسم يعقوب. شغل في فترة من الفترات منصب مدير الكرة في نادي الصليبيخات. وهو والد اللاعب علي طالب.